# Philopotamus achemenus
Philopotamus achemenus är en nattsländeart som beskrevs av Schmid 1959. Philopotamus achemenus ingår i släktet Philopotamus och familjen stengömmenattsländor. Inga underarter finns listade i Catalogue of Life.